# 15391 Steliomancinelli
15391 Steliomancinelli è un asteroide della fascia principale. Scoperto nel 1997, presenta un'orbita caratterizzata da un semiasse maggiore pari a 2,4305717 au e da un'eccentricità di 0,1565516, inclinata di 5,18616° rispetto all'eclittica.